# Eikenblad
Het eikenblad (Gastropacha quercifolia) is een nachtvlinder behorende tot de familie van de spinners (Lasiocampidae). De wetenschappelijke naam verwijst, net als de Nederlandse naam, naar de gelijkenis met het blad (folium) van eiken (Quercus).

## Kenmerken
De spanwijdte bedraagt 50 tot 90 millimeter en de vrouwtjes zijn groter dan de mannetjes. Het lichaam heeft meestal een heldere roodbruine kleur. De vleugels zijn bedekt met smalle grillige zwarte banden en hebben een golvende rand.
De rupsen zijn donkerbruin en hebben aan de voorkant van het lichaam donkerblauwe vlekken.

## Leefwijze
Het eikenblad overwinterd als rups op twijgen. De rupsen zijn te vinden op verschillende loofbomen en struiken, maar ze geven de voorkeur aan kersenbomen en de meidoorn. Hij vliegt in de zomer van juli tot augustus en rust overdag op de lage takken van kleine boompjes.

## Verspreiding en leefgebied
De vlinder komt voor in geheel Europa en Noord- en Oost-Azië maar is in België en Nederland zeldzaam geworden. In Nederland beperkt het leefgebied zich voornamelijk tot Drenthe en de Peel.

## Waardplanten
Waardplanten van de rupsen zijn struiken en bomen als meidoorns, de sleedoorn, wilgen en eiken. De vlinder neemt geen voedsel meer tot zich en leeft daardoor maar kort.